# カルロ・リッツィ
カルロ・リッツィ（Carlo Rizzi,1960年 - ）は、イタリアの指揮者。
ミラノの生まれ。ヴェルディ音楽院で学ぶ。パルマや東京の指揮者コンクールに入賞後、ロイヤル・オペラ・ハウスやボローニャ市立劇場など欧米各地で定期的にオペラの指揮者を務める実力派である。2005年のザルツブルク音楽祭にて急逝したマルチェッロ・ヴィオッティに代わり、アンナ・ネトレプコ主演のヴェルディ「椿姫」を指揮し大成功を収めた。
| 先代 チャールズ・マッケラス | ウェールズ・ナショナル・オペラ音楽監督 1992–2001 | 次代 トゥガン・ソヒエフ |
| 先代 トゥガン・ソヒエフ     | ウェールズ・ナショナル・オペラ音楽監督 2005–2007 | 次代 -                  |